# Місля (Прахова)
Місля (рум. Mislea) — село у повіті Прахова в Румунії. Входить до складу комуни Скорцень.
Село розташоване на відстані 76 км на північ від Бухареста, 23 км на північний захід від Плоєшті, 64 км на південь від Брашова.

## Населення
За даними перепису населення 2002 року у селі проживали 2042 особи.
Національний склад населення села:
| Національність   | Кількість осіб | Відсоток |
| ---------------- | -------------- | -------- |
| румуни           | 2028           | 99,3%    |
| росіяни-липовани | 7              | 0,3%     |

Рідною мовою назвали:
| Мова      | Кількість осіб | Відсоток |
| --------- | -------------- | -------- |
| румунська | 2029           | 99,4%    |
| російська | 7              | 0,3%     |